# Рейчел Фінч
Рейчел Фінч (англ. Rachel Finch; нар. 8 липня 1988, Таунсвілл, штат Квінсленд, Австралія) — австралійська модель, учасниця конкурсу Міс Всесвіт Австралія. Отримала на конкурсі Міс Всесвіт 2009 титул 3-ї віце-міс.

## Біографія
Мати Рейчел родом з України, в 1980-х роках емігрувала до Австралії.
Фінч виграла конкурс Міс Всесвіт Австралія 22 квітня 2009 року і представляла Австралію на конкурсі Міс Всесвіт 2009, який проходив на Багамських островах 23 серпня 2009 року. Протягом всього конкурсу вона проживала в одній кімнаті з Міс США Крістен Далтон.
Її перемога в конкурсі Міс Всесвіт Австралія оскаржувалася, Фінч хотіли позбавити титулу. Перед поїздкою на конкурс «Міс Всесвіт» її атакував крокодил в Крокодил-парку в місті Дарвін.
14 листопада 2009 Фінч брала участь в «McHappy Day».
З 3 січня 2013 року одружена з танцюристом Майклом Міцінером (Michael Miziner), з яким зустрічалася 5 років до весілля. У вересні 2013 року народила доньку Вайолет Рейчел (Violet Rachael).

## Телебачення
Рейчел Фінч брала участь в шоу Celebrity MasterChef Australia в 2009 році і стала півфіналісткою в Biggest Loser під керівництвом тренерки Мішель Бріджес. Вона зайняла третє місце.
|  |  |  |